# チョラード

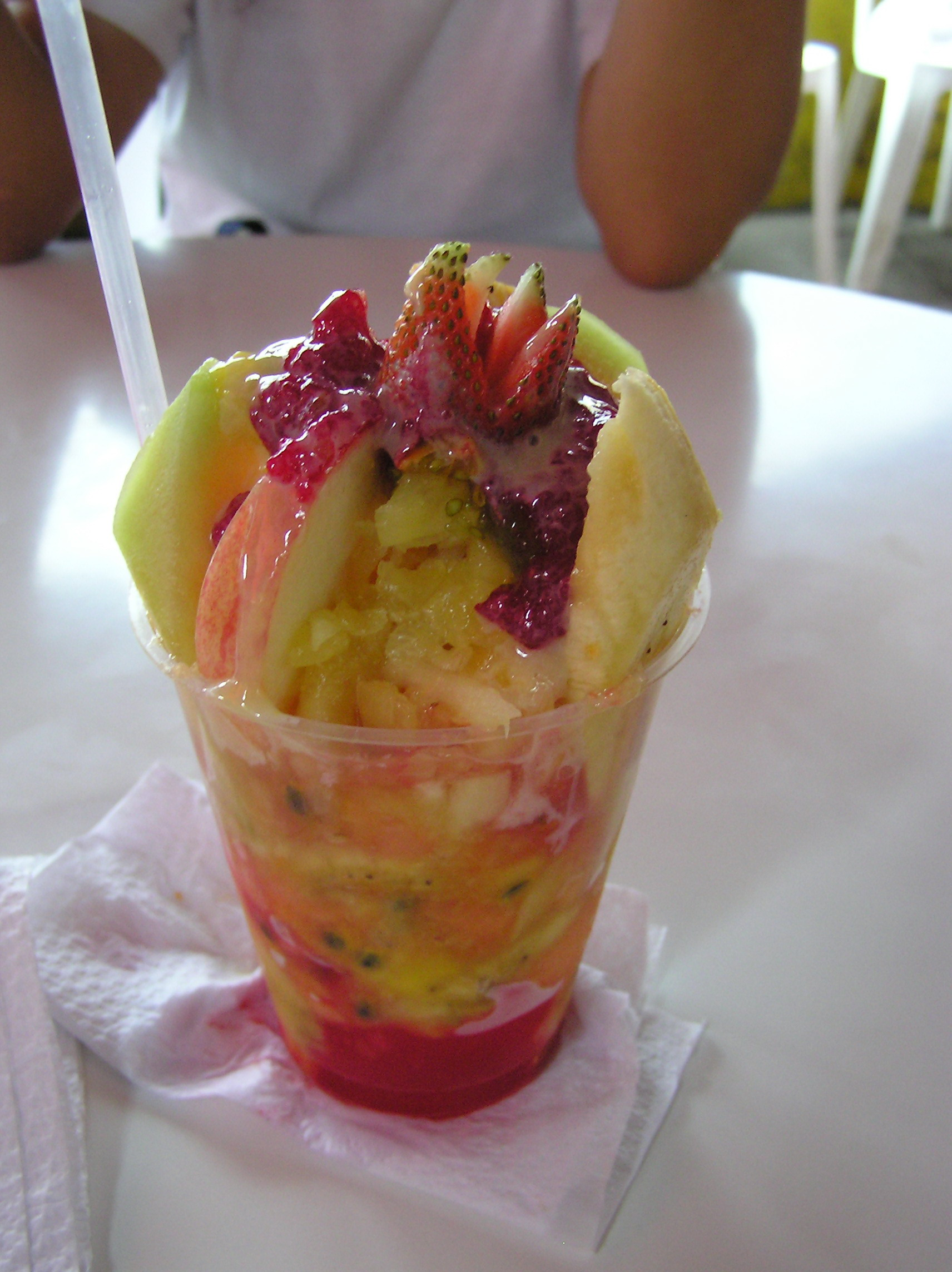
ハムンディのチョラード

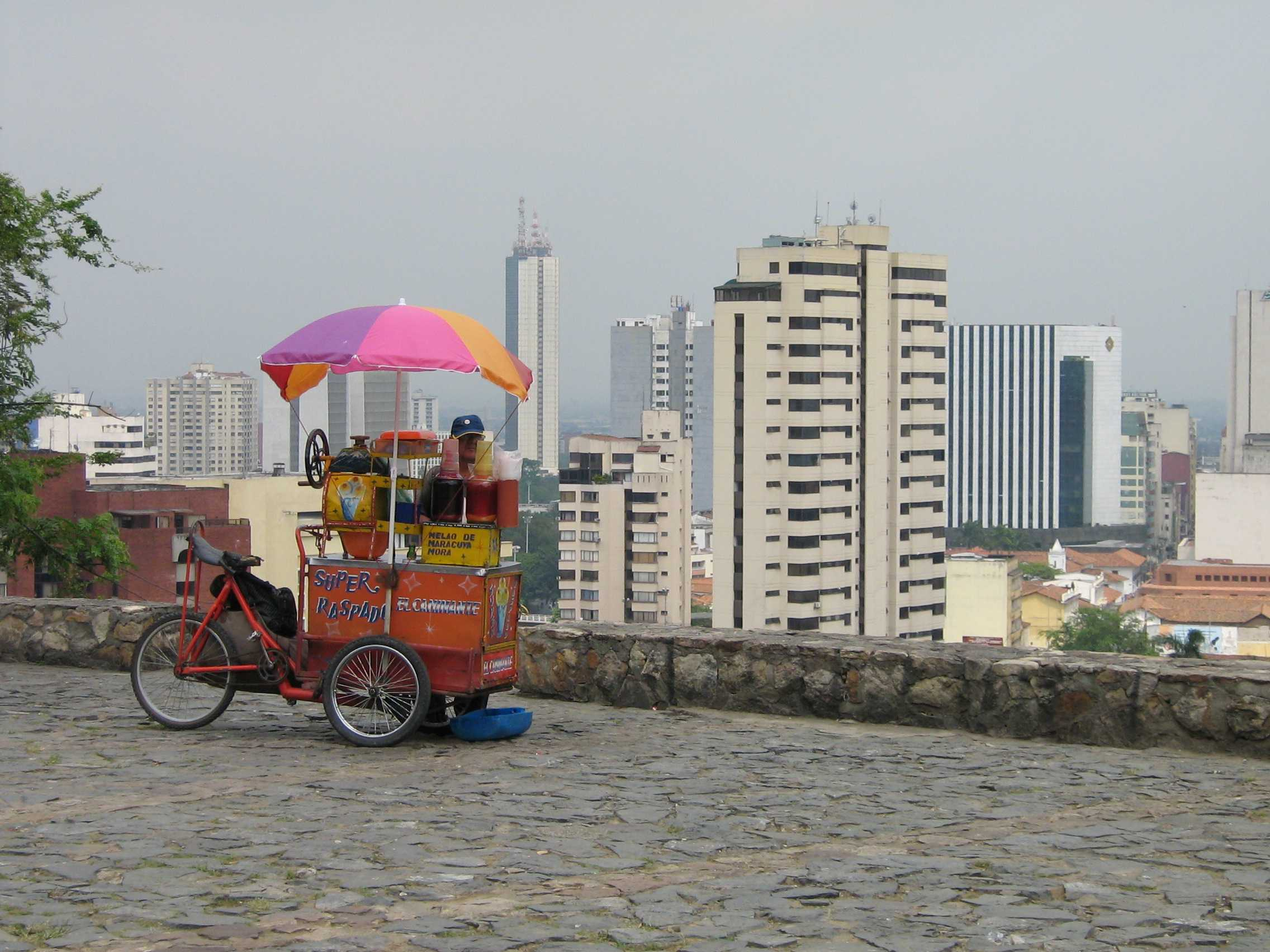
サンティアゴ・デ・カリのラスパオ売り

チョラード(Cholado)またはラスパオ(Raspao)は、コロンビアのバジェ・デル・カウカ県ハムンディの伝統である、新鮮な果物と加糖練乳を使った氷状の飲み物である。かき氷、刻んだ果物、練乳、フルーツシロップから作り、ウエハースを添え、ホイップクリームやシュレッドチーズをトッピングすることもある。バナナ、リンゴ、キウイ、イチゴ、パパイヤ、パイナップル、マンゴー、トゲバンレイシ等の果物が良く用いられる。